# Puebla del Príncipe
Puebla del Príncipe – gmina w Hiszpanii, w prowincji Ciudad Real, w Kastylii-La Mancha, o powierzchni 33,97 km². W 2011 roku gmina liczyła 790 mieszkańców.